# Война за Влёру
Война за Влёру (алб. Lufta e Vlorës, итал. Guerra di Valona), или Война 1920 года (алб. Lufta e Njëzetës) — война между княжеством Албания и королевством Италия, шедшая с 4 июня по 3 сентября 1920 года на территории Южной Албании и области Влёра в частности. Албанские повстанцы, уступавшие по численности и вооружению итальянцам, сумели добиться победы и признания независимости Албании: обсуждение границ молодого государства на Парижской мирной конференции окончательно завершилось только после окончания войны за Влёру. Этот конфликт считается поворотным моментом в истории независимой Албании.

## Предыстория
В 1915 году Италия подписала секретный Лондонский договор, по которому обязывалась вступить в войну против Германии и Австро-Венгрии в обмен на ряд территориальных уступок после войны. В число обещанных территорий входили Валона (ныне Влёра) и остров Саcено (ныне Сазани), а будущее самой Албании оставалось под вопросом: в перспективе, Антанта могла добиться раздела значительной части Албании между Сербией, Черногорией и Грецией, а часть албанских территорий объявить нейтральной зоной или вовсе отдать Италии. На Парижской мирной конференции, прошедшей в 1919—1920 годы, союзники долгое время не могли определиться по поводу границ Албании, но при этом не подвергали сомнениям права Италии на Влёру. Премьер-министр Франческо Нитти ожидал, что союзники поддержат присоединение албанских земель к Италии.

## Ход войны
Албанское правительство не признавало претензий Италии и не желало идти на уступки. 4 июня оно потребовало от Италии отказаться от претензий на Влёру и передать управление городом и областью Албании, на что генерал Сеттимо Пьячентини ответил отказом. Албанцы объявили о создании Национального комитета обороны под руководством Кязима Коцули и стали собирать добровольцев для защиты своих земель. Командиром отряда численностью в 4 тысячи человек стал Ахмет Лепеница. Албанские повстанцы были плохо вооружены: не у всех было огнестрельное или даже холодное оружие, кто-то вооружался палками и камнями. Им противостояли 20 тысяч обученных итальянских солдат, вооружённых артиллерией и имевших поддержку с моря.
Албанцы завязали бои в регионе Влёра, а вскоре мятежников поддержали и добровольцы из других крупных албанских городов. Стремительный натиск албанцев не позволил итальянцам перебросить подкрепления, а мятежники взяли город Влёра в осаду. 2 августа 1920 Италия подписала договор с Албанией и согласилась вывести свои войска и отказаться от претензий на Влёру. 5 августа было объявлено прекращение огня, что положило конец вооружённым столкновениям.

## Расстановка сил

### Албания
| Отряды из Шуллери    | Кало Телхаи                             |
| Отряды из Кута       | Ррапо Чело и Халим Ракипи               |
| Отряды из Дуката     | Шеме Садику и Ходо Жекири               |
| Силы из Луми и Влёры | Сали Враништи                           |
| Силы из Фенгу        | Мучо Алиу                               |
| Силы из Канины       | Бекир Вело                              |
| Силы из Салари       | Селам Мусай                             |
| Силы из Курвелеша    | Рижа Руна                               |
| Силы из Фтерры       | Джафер Шеху                             |
| Силы из Маллакастры  | Бекташ Чакрани и Халим Хамити           |
| Силы из Скрапара     | Рижа Кодьели                            |
| Силы из Берата       | Сеит Топтани и Ижедин Вриони            |
| Силы из Пекини       | Адем Гиниши                             |
| Силы из Гирокастры   | Явер Хуршити и Джевдет Пикари           |
| Силы из Чамерии      | Алуш Сети Така и Мухарем Рушити         |
| Силы из Корчи        | Капитан Ферит Фрашери и Тосун Селеница  |
| Силы из Тираны       | Капитан Измаил Хаки Кучи                |
| Добровольцы из США   | Капитан Акиф Пермети и Карейман Татжани |

### Италия
| Район Влёра—Канина | Штаб 36-й дивизии | Генерал Сеттимо Пьячентини, генерал Эммануэле Пульезе и генерал де Лука        |
| Кота               | Транспортный, продовольственный и медицинский центр, 4-е командование смешанной артиллерии, альпийский батальон и 72-й пехотный батальон | Командир карабинеров, генерал Энрико Готти, начальник гарнизона Кавалло Микеле |
| Гёрм               | Центр пулемётной роты | Капитан Бергамаски                                                             |
| Замок Матохасанай  | 72-й пехотный батальон, пехотный полк, 182-я батарея горной артиллерии (70-мм орудия)                                                    | Майор                                                                          |
| Замок Телепена     | Пехотный батальон, 157-е артиллерийское отделение, силы карабинеров                                                                      | Майор Бронцини                                                                 |
| Перевал Ллогара    | 35-й батальон 35-го полка берсальеров, 105-е подразделение                                                                               | Капитан Боансеа                                                                |
| Химара             | Штаб 35-го полка берсальеров | Генерал Росси, полковник Манганели                                             |
| Селеница           | | Майор Гвадалупи                                                                |
| Залив Влёры        | Корабль «Сан Марио», «Бручети», «Дулио», «Алькина», «Орион», «Арчионе»                                                                   |                                                                                |
| Район Уйа-Фтохта   | Авиация |                                                                                |
| Паная              | Склады итальянских войск |                                                                                |
| Вайза              | Госпиталь и посты охраны |                                                                                |

## Мирный договор

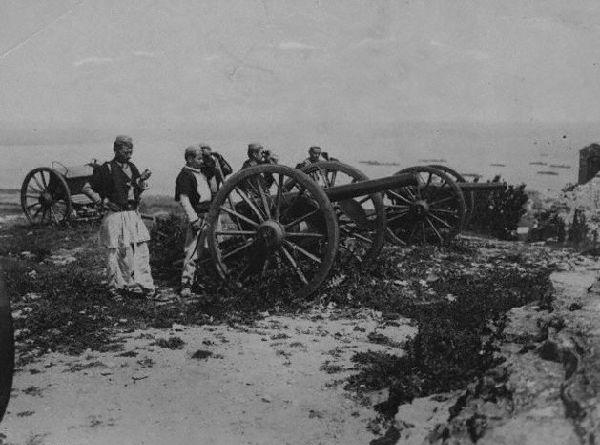
Захваченные албанцами итальянские орудия

После трёхмесячных боёв был подписан мирный договор между Италией и Албанией, согласно которому Правительство Италии обязалось сделать следующее:
1. Признать независимость, территориальную целостность и суверенитет Албании в пределах границ, установленных в 1913 году на конференции в Лондоне.
2. Упразднить протекторат, образованный в 1917 году, полностью отказаться от претензий на город Влёра и окрестности, а также от идеи образования любого мандата в Албании.
3. Вывести войска не только из Влёры и её окрестностей, но и с территории Албании. При этом итальянцы сохраняли контроль над островом Сазани, мысами Лингетта (Гюхеза) и Трепорти (для контроля залива Влёра) с правом строительства укреплений, а также небольшой отряд в Шкодере.
4. Произвести обмен военнопленных с Албанией и освобождение по амнистии всех арестованных.

Это был первый в истории Албании договор с иностранным государством, и албанцы использовали всё своё влияние и свою международную поддержку для достижения своих целей — в частности, признания их границ по договору 1913 года.

## Память
О событиях войны повествует албанская народная песня «Народ Влёры» (алб. Njerëzit e Vlorës)

Что же мы слышим,
Увы, на нашу Влору,
Итальянцы наступают
На поездах и парашютах.
Но она не пала, мы не допустим этого.
Соберитесь, товарищи, в атаку,
Освободим нашу Влёру.
Оригинальный текст (алб.)Ç’është kështu që dëgjojmë 

vaj medet o Vlora jonë 

italianët po zbarkojnë 

me pampor e me ballonë 

jo mor jo nuk e durojmë. 

Ngrihi shokë të sulmojmë 

Vlorën tonë ta çlirojmë.

В 1969 году участник боёв Аго Агай — известный националистический политик, находившийся в эмиграции в США — издал историческую монографию Lufta e Vlorës — Война за Влёру.